# Dewing
Dewing je priimek več oseb:
- Lawrence A. Dewing, ameriški vojaški pilot
- Maurice Nelson Dewing, britanski general
- Richard Henry Dewing, britanski general
- Thomas Dewing, ameriški slikar